# Bleury-Saint-Symphorien
Bleury-Saint-Symphorien foi uma comuna francesa na região administrativa do Centro-Vale do Loire, no departamento de Eure-et-Loir. Estendia-se por uma área de 17.24 km². 
Foi criada em 1 de janeiro de 2012, após a fusão das antigas comunas de Bleury e Saint-Symphorien-le-Château. Posteriormente, em 1 de janeiro de 2016, passou a formar parte da nova comuna de Auneau-Bleury-Saint-Symphorien.